# Wanagiri (Sukasada)
Wanagiri is een bestuurslaag in het regentschap Buleleng van de provincie Bali, Indonesië. Wanagiri telt 3457 inwoners (volkstelling 2010).